# Cronistoria dell'Associazione Calcio Legnano

Stemma dell'Associazione Calcio Legnano

In questa pagina è riportata la cronistoria dell'Associazione Calcio Legnano, società calcistica italiana con sede a Legnano.

## Campionato
Nelle stagioni sportive disputate dal Legnano nei campionati nazionali sono compresi otto campionati di Prima Categoria Nazionale/Prima Divisione/Divisione Nazionale (primo livello della piramide calcistica italiana), due campionati di Prima Divisione (quando fu declassato a secondo livello), un campionato di Serie B-C Alta Italia come squadra di C (terzo livello), e venti campionati di Serie C2 (quarto livello). In queste statistiche non sono computati i tornei di guerra, ovvero quei campionati costituiti da amichevoli e organizzati da società affiliate alla F.I.G.C.
Nelle statistiche sono comprese anche le stagioni che il neonato Football Club Legnano fece prima dello scoppio della prima guerra mondiale. Nello specifico partecipò a due campionati regionali organizzati dal Comitato Regionale Lombardo: la Promozione Lombarda e la Terza Categoria Lombarda. All'epoca essi rappresentavano, rispettivamente, il secondo e il terzo livello della piramide calcistica italiana. In questa pagina sono altresì compresi i campionati regionali disputati dall'Associazione Sportiva Dilettantistica Legnano 1913 Calcio nel quadriennio 2011-2015 e dalla ricostituita Associazione Calcio Legnano dopo la riacquisizione del nome storico (2015).
Legenda: =promozione; =retrocessione; A=campionato di primo livello; B=campionato di secondo livello; C=campionato di terzo livello; D=campionato di quarto livello; E=campionato di quinto livello; F=campionato di sesto livello; G=campionato di settimo livello.
| Stagione | Campionato                      | Livello | Piazzamento                           | Punti   | G  | V  | N  | P  | Gf | Gs  | Dr  | MPt  | MPtr | Miglior marcatore                 |
| --- | ------------------------------- | ------- | ------------------------------------- | ------- | -- | -- | -- | -- | -- | --- | --- | ---- | ---- | --------------------------------- |
| 1913-1914 | Terza Categoria                 | C       | 7º nel girone A                       | 3       | 7  | 1  | 1  | 5  | 4  | 11  | -7  | 0.43 | 0.57 | ?                                 |
| 1914-1915 | Promozione                      | B       | 6º nel girone A                       | 2       | 10 | 0  | 2  | 8  | 8  | 31  | -23 | 0.20 | 0.20 | ?                                 |
| Dal 1915 al 1919 l'attività federale è stata sospesa per gli eventi bellici legati alla prima guerra mondiale   |                                 |         |                                       |         |    |    |    |    |    |     |     |      |      |                                   |
| 1919-1920 | Prima Categoria                 | A       | 2º nel girone C                       | 15      | 10 | 7  | 1  | 2  | 26 | +19 | -7  | 1.50 | 2.20 | Malaspina (10)                    |
| 1919-1920 | Prima Categoria                 | A       | 5º nel girone A                       | 5       | 10 | 1  | 3  | 6  | 7  | 18  | -9  | 0.50 | 0.60 | Malaspina (10)                    |
| 1920-1921 | Prima Categoria                 | A       | 2º nel girone D                       | 10      | 6  | 4  | 2  | 0  | 17 | 3   | +14 | 1.66 | 2.33 | Raso (12)                         |
| 1920-1921 | Prima Categoria                 | A       | 1° alla finale regionale lombarda     | 17      | 10 | 8  | 1  | 1  | 22 | 9   | +13 | 1.70 | 2.50 | Raso (12)                         |
| 1920-1921 | Prima Categoria                 | A       | 1º nel girone C delle semifinali Nord | 8       | 6  | 4  | 0  | 2  | 10 | 8   | +2  | 1.33 | 2.00 | Raso (12)                         |
| 1921-1922 | Prima Divisione                 | A       | 6º nel girone B                       | 20      | 22 | 7  | 6  | 9  | 28 | 29  | -1  | 0.90 | 1.22 | Allemandi (12)                    |
| 1922-1923 | Prima Divisione                 | A       | 2º nel girone B                       | 32      | 22 | 13 | 6  | 3  | 37 | 19  | +18 | 1.45 | 2.05 | Raso e Tosi (8)                   |
| 1923-1924 | Prima Divisione                 | A       | 6º nel girone B                       | 21      | 22 | 8  | 5  | 9  | 27 | 26  | +1  | 0.95 | 1.32 | Rossi (7)                         |
| 1924-1925 | Prima Divisione                 | A       | 11º nel girone A                      | 15      | 22 | 5  | 5  | 12 | 18 | 29  | -11 | 0.68 | 0.90 | Rossi e Rokken (5)                |
| 1925-1926 | Prima Divisione                 | A       | 12º nel girone A                      | 10      | 22 | 3  | 4  | 15 | 22 | 49  | -27 | 0.45 | 0.59 | Tosi (6)                          |
| 1926-1927 | Prima Divisione                 | B       | 3º nel girone B                       | 23      | 18 | 9  | 5  | 4  | 24 | 18  | +6  | 1.28 | 1.78 | Rossi (8)                         |
| 1927-1928 | Prima Divisione                 | B       | 2º nel girone B                       | 22      | 18 | 8  | 6  | 4  | 40 | 25  | +15 | 1.22 | 1.36 | Canavesi (11)                     |
| 1928-1929 | Divisione Nazionale             | A       | 16º nel girone A                      | 18      | 30 | 7  | 4  | 19 | 33 | 68  | -35 | 0.6  | 0.83 | Rossi (11)                        |
| 1929-1930 | Serie B                         | B       | 2º                                    | 46      | 34 | 19 | 8  | 7  | 56 | 31  | +25 | 1.35 | 1.91 | Aliatis (15)                      |
| 1930-1931 | Serie A                         | A       | 18º                                   | 19      | 34 | 6  | 7  | 21 | 30 | 71  | -41 | 0.56 | 0.74 | Cidri (8)                         |
| 1931-1932 | Serie B                         | B       | 11º                                   | 34      | 34 | 14 | 6  | 14 | 50 | 54  | -4  | 1    | 1.41 | Aliatis (8)                       |
| 1932-1933 | Serie B                         | B       | 12º                                   | 26      | 32 | 9  | 8  | 15 | 41 | 53  | -12 | 0.81 | 1.09 | Ferrè e Negri (8)                 |
| 1933-1934 | Serie B                         | B       | 11º nel girone A                      | 16      | 24 | 5  | 6  | 13 | 20 | 38  | -18 | 0.67 | 0.88 | Annoni (5)                        |
| 1934-1935 | Serie B                         | B       | 13º nel girone A                      | 21 (-1) | 29 | 9  | 4  | 16 | 30 | 51  | -21 | 0.72 | 1.07 | Solbiati (5)                      |
| 1935-1936 | Serie C                         | C       | 12º nel girone B                      | 23      | 30 | 8  | 7  | 15 | 31 | 46  | -15 | 0.77 | 1.03 | Ferrè (8)                         |
| 1936-1937 | Serie C                         | C       | 13º nel girone B                      | 26      | 30 | 9  | 8  | 13 | 35 | 42  | -7  | 0.87 | 1.17 | Erba (9)                          |
| 1937-1938 | Serie C                         | C       | 6º nel girone B                       | 34      | 30 | 13 | 8  | 9  | 47 | 32  | +15 | 1.13 | 1.57 | Cattaneo (16)                     |
| 1938-1939 | Serie C                         | C       | 6º nel girone C                       | 26      | 26 | 10 | 6  | 10 | 30 | 31  | -1  | 1.00 | 1.38 | Cereda (11)                       |
| 1939-1940 | Serie C                         | C       | 6º nel girone C                       | 31      | 28 | 13 | 5  | 10 | 37 | 35  | +2  | 1.11 | 1.57 | Palma (7)                         |
| 1940-1941 | Serie C                         | C       | 9º nel girone C                       | 29      | 30 | 13 | 3  | 14 | 51 | 55  | -4  | 0.97 | 1.40 | Ricci (26)                        |
| 1941-1942 | Serie C                         | C       | 10º nel girone C                      | 25      | 30 | 10 | 5  | 15 | 51 | 66  | -15 | 0.83 | 1.16 | Ricci (24)                        |
| 1942-1943 | Serie C                         | C       | 3º nel girone D                       | 34      | 24 | 15 | 4  | 5  | 56 | 26  | +30 | 1.42 | 2.04 | Leva (16)                         |
| Dal 1943 al 1945 l'attività federale è stata sospesa per gli eventi bellici legati alla seconda guerra mondiale |                                 |         |                                       |         |    |    |    |    |    |     |     |      |      |                                   |
| 1945-1946 | Serie B-C Alta Italia           | C       | 4º nel girone B                       | 26      | 22 | 9  | 8  | 5  | 36 | 28  | +8  | 1.18 | 1.59 | Guarnieri (12)                    |
| 1946-1947 | Serie B                         | B       | 2º nel girone A                       | 53      | 42 | 21 | 11 | 10 | 67 | 42  | +25 | 1.26 | 1.76 | Mozzambani (17)                   |
| 1947-1948 | Serie B                         | B       | 4º nel girone A                       | 40      | 34 | 17 | 6  | 11 | 62 | 45  | +17 | 1.18 | 1.68 | Mozzambani (17)                   |
| 1948-1949 | Serie B                         | B       | 8º                                    | 42      | 42 | 17 | 8  | 17 | 73 | 66  | +7  | 1.00 | 1.41 | Guarnieri (15)                    |
| 1949-1950 | Serie B                         | B       | 3º                                    | 57      | 42 | 25 | 7  | 10 | 86 | 52  | +34 | 1.35 | 1.95 | Puricelli (21)                    |
| 1950-1951 | Serie B                         | B       | 2º                                    | 54      | 40 | 24 | 6  | 10 | 89 | 47  | +42 | 1.35 | 1.95 | Bertoni (25)                      |
| 1951-1952 | Serie A                         | A       | 20º                                   | 17      | 38 | 4  | 9  | 25 | 37 | 85  | -48 | 0.45 | 0.55 | Mozzambani (9)                    |
| 1952-1953 | Serie B                         | B       | 2º                                    | 41      | 34 | 17 | 7  | 10 | 52 | 32  | +20 | 1.21 | 1.71 | Motta (13)                        |
| 1953-1954 | Serie A                         | A       | 18º                                   | 25      | 34 | 6  | 13 | 15 | 44 | 58  | -14 | 0.74 | 0.91 | Manzardo (11)                     |
| 1954-1955 | Serie B                         | B       | 3º                                    | 40      | 34 | 13 | 14 | 7  | 42 | 36  | +6  | 1.18 | 1.56 | Rebizzi (14)                      |
| 1955-1956 | Serie B                         | B       | 14º                                   | 30      | 34 | 10 | 10 | 7  | 40 | 47  | -7  | 0.88 | 1.18 | Bettolini (14)                    |
| 1956-1957 | Serie B                         | B       | 18º                                   | 23      | 34 | 7  | 9  | 18 | 31 | 51  | -20 | 0.68 | 0.88 | Caprile (10)                      |
| 1957-1958 | Serie C                         | C       | 8º                                    | 35      | 34 | 12 | 11 | 11 | 53 | 41  | +12 | 1.03 | 1.38 | Ive (18)                          |
| 1958-1959 | Serie C                         | C       | 18º nel girone A                      | 31      | 40 | 9  | 13 | 18 | 49 | 66  | -17 | 0.78 | 1.00 | Morelli (11)                      |
| 1959-1960 | Serie C                         | C       | 5º nel girone A                       | 39      | 34 | 15 | 9  | 10 | 44 | 32  | +12 | 1.15 | 1.59 | Ive (10)                          |
| 1960-1961 | Serie C                         | C       | 9º nel girone A                       | 34      | 34 | 10 | 14 | 10 | 32 | 32  | 0   | 1.00 | 1.29 | Giacometti (7)                    |
| 1961-1962 | Serie C                         | C       | 15º nel girone A                      | 29      | 34 | 11 | 7  | 16 | 37 | 35  | +2  | 0.85 | 1.18 | Broggi (13)                       |
| 1962-1963 | Serie C                         | C       | 7º nel girone A                       | 34      | 34 | 13 | 8  | 13 | 32 | 33  | -1  | 1.00 | 1.38 | Gerosa (10)                       |
| 1963-1964 | Serie C                         | C       | 5º nel girone A                       | 34      | 34 | 9  | 16 | 9  | 25 | 24  | +1  | 1.00 | 1.26 | Dappiano (7)                      |
| 1964-1965 | Serie C                         | C       | 12º nel girone A                      | 30      | 34 | 7  | 16 | 11 | 19 | 29  | -10 | 0.88 | 1.09 | Lamera (5)                        |
| 1965-1966 | Serie C                         | C       | 8º nel girone A                       | 36      | 34 | 10 | 16 | 8  | 28 | 22  | +6  | 1.06 | 1.35 | Brenna (8)                        |
| 1966-1967 | Serie C                         | C       | 7º nel girone A                       | 34      | 34 | 13 | 8  | 13 | 52 | 44  | +8  | 1.00 | 1.38 | Brenna (19)                       |
| 1967-1968 | Serie C                         | C       | 8º nel girone A                       | 38      | 38 | 13 | 12 | 13 | 29 | 31  | -2  | 1.00 | 1.34 | Tomy (12)                         |
| 1968-1969 | Serie C                         | C       | 10º nel girone A                      | 38      | 38 | 11 | 16 | 11 | 31 | 35  | -4  | 1.00 | 1.29 | Ulivieri (10)                     |
| 1969-1970 | Serie C                         | C       | 5º nel girone A                       | 42      | 38 | 15 | 12 | 11 | 32 | 22  | +10 | 1.11 | 1.50 | Ulivieri e Proietti Farinelli (7) |
| 1970-1971 | Serie C                         | C       | 12º nel girone A                      | 35      | 38 | 9  | 17 | 12 | 20 | 27  | -7  | 0.92 | 1.16 | Mongitore (7)                     |
| 1971-1972 | Serie C                         | C       | 9º nel girone A                       | 39      | 38 | 10 | 19 | 9  | 28 | 28  | 0   | 1.03 | 1.29 | Bosani (11)                       |
| 1972-1973 | Serie C                         | C       | 12º nel girone A                      | 34      | 38 | 9  | 16 | 13 | 35 | 35  | 0   | 0.89 | 1.13 | Bosani e Mongitore (8)            |
| 1973-1974 | Serie C                         | C       | 15º nel girone A                      | 33      | 38 | 9  | 15 | 14 | 27 | 36  | -9  | 0.87 | 1.11 | Mola, Cannata e Giavara (5)       |
| 1974-1975 | Serie C                         | C       | 20º nel girone A                      | 27      | 38 | 5  | 17 | 16 | 30 | 49  | -19 | 0.71 | 0.84 | Luteriani (7)                     |
| 1975-1976 | Serie D                         | D       | 4º nel girone B                       | 38      | 34 | 14 | 10 | 10 | 32 | 23  | +9  | 1.12 | 1.53 | Regonesi (18)                     |
| 1976-1977 | Serie D                         | D       | 2º nel girone B                       | 46      | 34 | 16 | 14 | 4  | 43 | 21  | +22 | 1.35 | 1.82 | Fornara (14)                      |
| 1977-1978 | Serie D                         | D       | 2º nel girone B                       | 43      | 34 | 14 | 15 | 5  | 35 | 19  | +16 | 1.26 | 1.68 | Fumagalli (9)                     |
| 1978-1979 | Serie C2                        | D       | 14º nel girone B                      | 32      | 34 | 10 | 12 | 12 | 25 | 29  | -4  | 0.94 | 1.24 | Tresoldi e Rota (6)               |
| 1979-1980 | Serie C2                        | D       | 4º nel girone B                       | 43      | 34 | 16 | 11 | 7  | 44 | 35  | +9  | 1.26 | 1.73 | Ticozzelli (11)                   |
| 1980-1981 | Serie C2                        | D       | 14º nel girone A                      | 29      | 34 | 10 | 9  | 15 | 32 | 36  | -4  | 0.85 | 1.15 | Puricelli (7)                     |
| 1981-1982 | Serie C2                        | D       | 4º nel girone A                       | 39      | 34 | 13 | 13 | 8  | 39 | 34  | +5  | 1.15 | 1.53 | Baldan (10)                       |
| 1982-1983 | Serie C2                        | D       | 1º nel girone B                       | 52      | 34 | 21 | 10 | 3  | 45 | 16  | +29 | 1.53 | 2.15 | Baldan (10)                       |
| 1983-1984 | Serie C1                        | C       | 13º nel girone A                      | 29      | 34 | 10 | 9  | 15 | 26 | 33  | -7  | 0.85 | 1.15 | Lucchetti (16)                    |
| 1984-1985 | Serie C1                        | C       | 9º nel girone A                       | 32      | 34 | 7  | 18 | 9  | 19 | 20  | -1  | 0.94 | 1.14 | Paolillo (5)                      |
| 1985-1986 | Serie C1                        | C       | 10º nel girone A                      | 31      | 34 | 6  | 19 | 9  | 15 | 22  | -7  | 0.91 | 1.09 | Cappelletti e Fontolan (4)        |
| 1986-1987 | Serie C1                        | C       | 18º nel girone A                      | 17      | 34 | 2  | 13 | 19 | 15 | 46  | -31 | 0.50 | 0.60 | M. Rovellini (4)                  |
| 1987-1988 | Serie C2                        | D       | 6º nel girone B                       | 38      | 34 | 13 | 12 | 9  | 48 | 35  | +13 | 1.12 | 1.50 | Bertini e Tirapelle (11)          |
| 1988-1989 | Serie C2                        | D       | 3º nel girone B                       | 40      | 34 | 16 | 8  | 10 | 41 | 26  | +15 | 1.18 | 1.65 | M. Rovellini (9)                  |
| 1989-1990 | Serie C2                        | D       | 5º nel girone B                       | 37      | 34 | 12 | 13 | 9  | 41 | 34  | +7  | 1.09 | 1.44 | M. Rovellini (12)                 |
| 1990-1991 | Serie C2                        | D       | 7º nel girone B                       | 35      | 34 | 12 | 11 | 11 | 30 | 27  | +3  | 1.03 | 1.38 | Calamita e Corrente (7)           |
| 1991-1992 | Serie C2                        | D       | 20º nel girone A                      | 25      | 38 | 7  | 11 | 20 | 31 | 45  | -14 | 0.66 | 0.84 | Spelta (11)                       |
| 1992-1993 | Campionato Nazionale Dilettanti | E       | 1º nel girone A                       | 50      | 34 | 19 | 12 | 3  | 65 | 27  | +38 | 1.47 | 2.03 | Seveso (20)                       |
| 1993-1994 | Serie C2                        | D       | 3º nel girone A                       | 59      | 34 | 17 | 8  | 9  | 32 | 29  | +3  | 1.74 | 1.74 | Menegatti (11)                    |
| 1994-1995 | Serie C2                        | D       | 8º nel girone A                       | 45      | 34 | 10 | 15 | 9  | 35 | 30  | +5  | 1.32 | 1.32 | Menegatti (10)                    |
| 1995-1996 | Serie C2                        | D       | 14º nel girone A                      | 34      | 34 | 7  | 13 | 14 | 24 | 38  | -14 | 1.00 | 1.00 | Testa (5)                         |
| 1996-1997 | Campionato Nazionale Dilettanti | E       | 3º nel girone B                       | 61      | 34 | 17 | 10 | 7  | 46 | 28  | +18 | 1.79 | 1.79 | Vitalone (12)                     |
| 1997-1998 | Campionato Nazionale Dilettanti | E       | 2º nel girone B                       | 64      | 34 | 17 | 13 | 4  | 43 | 15  | +28 | 1.88 | 1.88 | Zaffaroni (13)                    |
| 1998-1999 | Campionato Nazionale Dilettanti | E       | 10º nel girone A                      | 45      | 34 | 11 | 12 | 11 | 36 | 35  | +1  | 1.32 | 1.32 | Livieri (14)                      |
| 1999-2000 | Serie D                         | E       | 1º nel girone B                       | 80      | 34 | 24 | 8  | 2  | 58 | 16  | +42 | 2.35 | 2.35 | Angeretti (12)                    |
| 2000-2001 | Serie C2                        | D       | 14º nel girone A                      | 40      | 34 | 10 | 10 | 14 | 31 | 35  | -4  | 1.18 | 1.18 | Buzzetti (7)                      |
| 2001-2002 | Serie C2                        | D       | 11º nel girone A                      | 40      | 34 | 9  | 13 | 12 | 28 | 34  | -6  | 1.18 | 1.18 | Shala e Taribello (6)             |
| 2002-2003 | Serie C2                        | D       | 8º nel girone A                       | 47      | 34 | 12 | 11 | 11 | 30 | 34  | -4  | 1.38 | 1.38 | Bernardi (8)                      |
| 2003-2004 | Serie C2                        | D       | 13º nel girone A                      | 41      | 34 | 9  | 14 | 11 | 24 | 32  | -8  | 1.21 | 1.21 | Torino (11)                       |
| 2004-2005 | Serie C2                        | D       | 7º nel girone A                       | 50      | 34 | 13 | 11 | 10 | 32 | 39  | -7  | 1.47 | 1.47 | Nordi (9)                         |
| 2005-2006 | Serie C2                        | D       | 10º nel girone A                      | 41      | 34 | 11 | 8  | 15 | 34 | 35  | -1  | 1.21 | 1.21 | Bettini (13)                      |
| 2006-2007 | Serie C2                        | D       | 1º nel girone A                       | 61      | 34 | 17 | 10 | 7  | 34 | 22  | +12 | 1.79 | 1.79 | Bettini (10)                      |
| 2007-2008 | Serie C1                        | C       | 7º nel girone A                       | 48      | 34 | 13 | 9  | 12 | 42 | 34  | +8  | 1.41 | 1.41 | Lanteri (9)                       |
| 2008-2009 | Lega Pro Prima Divisione        | C       | 18º nel girone A                      | 30      | 34 | 7  | 9  | 18 | 31 | 54  | -23 | 0.88 | 0.88 | Nizzetto (8)                      |
| 2009-2010 | Lega Pro Seconda Divisione      | D       | 3º nel girone A                       | 57      | 34 | 16 | 11 | 7  | 49 | 31  | +18 | 1.68 | 1.68 | Gaeta (12)                        |
| Dal 2010 al 2011 la società è stata inattiva                                                                    |                                 |         |                                       |         |    |    |    |    |    |     |     |      |      |                                   |
| 2011-2012 | Prima Categoria Lombardia       | G       | 1º nel girone N                       | 78      | 32 | 24 | 6  | 2  | 81 | 23  | +58 | 2.44 | 2.44 | Maiolo (39)                       |
| 2012-2013 | Promozione Lombardia            | F       | 1º nel girone A                       | 65      | 30 | 19 | 8  | 3  | 52 | 18  | +34 | 2.17 | 2.17 | De Nigris (12)                    |
| 2013-2014 | Eccellenza Lombardia            | E       | 2º nel girone A                       | 70      | 32 | 22 | 4  | 6  | 61 | 34  | +27 | 2.19 | 2.19 | Anzano (20)                       |
| 2014-2015 | Eccellenza Lombardia            | E       | 4º nel girone A                       | 57      | 30 | 17 | 6  | 7  | 47 | 27  | +23 | 1.90 | 1.90 | Colombo (7)                       |
| 2015-2016 | Eccellenza Lombardia            | E       | 2º nel girone A                       | 59      | 30 | 17 | 8  | 5  | 58 | 26  | +32 | 1.97 | 1.97 | Magnoni e Valtulina (8)           |
| 2016-2017 | Serie D                         | D       | 15º posto nel girone A                | 31      | 34 | 8  | 7  | 19 | 34 | 61  | -27 | 0.91 | 0.91 | Ianni (9)                         |
| 2017-2018 | Eccellenza Lombardia            | E       | 5º posto nel girone A                 | 52      | 32 | 14 | 11 | 7  | 58 | 35  | 23  | 1.63 | 1.63 | Panigada (13)                     |
| 2018-2019 | Eccellenza Lombardia            | E       | 3º posto nel girone A                 | 61      | 30 | 18 | 7  | 5  | 55 | 24  | 31  | 2.03 | 2.03 |                                   |
| 2019-2020 | Serie D                         | D       | 2º posto nel girone B                 | 50      | 27 | 15 | 5  | 7  | 38 | 25  | +13 | 1.85 | 1.85 | Cocuzza (16)                      |
| 2020-2021 | Serie D                         | D       | 6º posto nel girone A                 | 64      | 38 | 19 | 7  | 12 | 66 | 55  | +11 | 1.68 | 1.68 | Gasparri (19)                     |
| 2021-2022 | Serie D                         | D       | 2º posto nel girone B                 | 66      | 38 | 19 | 9  | 10 | 49 | 44  | +5  | 1.74 | 1.74 | Bingo (9)                         |
| 2022-2023 | Serie D                         | D       | 6º posto nel girone A                 | 60      | 38 | 17 | 9  | 12 | 53 | 35  | +18 | 1.58 | 1.58 | M. Kone (8)                       |
| 2023-2024 | Serie D                         | D       | 16º posto nel girone B                | 42      | 38 | 11 | 9  | 18 | 34 | 50  | -16 | 1.14 | 1.14 | Staffa (8)                        |

### Scudetto dilettanti
Di seguito sono riportate la cronistoria e le statistiche principali dell'unica edizione dello scudetto dilettanti a cui ha partecipato il Legnano.
| Stagione  | Piazzamento          | Punti | G | V | N | P | Gf | Gs | Dr | Miglior marcatore       |
| --------- | -------------------- | ----- | - | - | - | - | -- | -- | -- | ----------------------- |
| 1999-2000 | 2º nel girone finale | 3     | 2 | 1 | 0 | 1 | 2  | 3  | -1 | Franchi e Pingitore (1) |

## Coppe nazionali

### Coppa Italia
Di seguito sono riportate la cronistoria e le statistiche principali delle 8 edizioni della Coppa Italia a cui ha partecipato l'Associazione Calcio Legnano dalla sua fondazione. Il miglior piazzamento raggiunto è stato conseguito nella stagione 1935-1936 con il raggiungimento del 3º turno eliminatorio.
| Stagione  | Piazzamento           | G | V | N | P | Gf | Gs | Dr | Miglior marcatore             |
| --------- | --------------------- | - | - | - | - | -- | -- | -- | ----------------------------- |
| 1926-1927 | 2º turno eliminatorio | 1 | 0 | 0 | 1 | 0  | 1  | -1 | Nessuno                       |
| 1935-1936 | 3º turno eliminatorio | 3 | 2 | 0 | 1 | 5  | 2  | +3 | Morelli (2)                   |
| 1936-1937 | Qualificazioni        | 1 | 0 | 0 | 1 | 1  | 2  | -1 | Erba (1)                      |
| 1937-1938 | 1º turno eliminatorio | 1 | 0 | 0 | 1 | 1  | 2  | -1 | Cattaneo (1)                  |
| 1938-1939 | 1º turno eliminatorio | 3 | 1 | 1 | 1 | 7  | 11 | -4 | Cereda (5)                    |
| 1939-1940 | 2º turno eliminatorio | 3 | 2 | 0 | 1 | 9  | 6  | +3 | Ferretti, Leva e Prandoni (2) |
| 1940-1941 | Qualificazioni        | 1 | 0 | 0 | 1 | 1  | 3  | -2 | C. Rovellini (1)              |
| 1958-1959 | 1º turno eliminatorio | 1 | 0 | 0 | 1 | 2  | 4  | -2 | Dal Porto e Villa (1)         |

### Coppa Italia Semiprofessionisti-Serie C-Lega Pro
Di seguito sono riportate la cronistoria e le statistiche principali delle 33 edizioni della Coppa Italia di terza categoria a cui ha partecipato l'Associazione Calcio Legnano dalla sua fondazione. Il miglior risultato è stato conseguito nelle stagioni 1981-1982 e 1982-1983, quando raggiunse i quarti di finale.
| Stagione  | Piazzamento                       | Punti nel girone | G | V | N | P | Gf | Gs | Dr |
| --------- | --------------------------------- | ---------------- | - | - | - | - | -- | -- | -- |
| 1972-1973 | 4º nel girone C di qualificazione | 4                | 6 | 1 | 2 | 3 | 4  | 5  | -1 |
| 1973-1974 | 2º nel girone 3 di qualificazione | 4                | 4 | 1 | 2 | 1 | 4  | 5  | -1 |
| 1974-1975 | 3º nel girone 4 di qualificazione | 3                | 4 | 1 | 1 | 2 | 6  | 5  | +1 |
| 1975-1976 | 3º nel girone 6 di qualificazione | 2                | 4 | 1 | 0 | 3 | 3  | 8  | -5 |
| 1976-1977 | 3º nel girone 4 di qualificazione | 0                | 4 | 0 | 0 | 4 | 2  | 10 | -8 |
| 1977-1978 | 3º nel girone 5 di qualificazione | 3                | 4 | 0 | 3 | 1 | 4  | 6  | -2 |
| 1978-1979 | 3º nel girone 8 di qualificazione | 2                | 4 | 0 | 2 | 2 | 1  | 3  | -2 |
| 1979-1980 | 2º nel girone 4 di qualificazione | 5                | 4 | 2 | 1 | 1 | 3  | 1  | +2 |
| 1980-1981 | 2º nel girone 4 di qualificazione | 5                | 4 | 1 | 3 | 0 | 5  | 1  | +4 |
| 1981-1982 | Quarti di finale                  | 7                | 4 | 3 | 1 | 0 | 5  | 0  | +5 |
| 1982-1983 | Quarti di finale                  | 9                | 6 | 3 | 3 | 0 | 11 | 4  | +7 |
| 1983-1984 | Sedicesimi di finale              | 8                | 6 | 4 | 0 | 2 | 8  | 4  | +4 |
| 1984-1985 | 2º nel girone C                   | 8                | 6 | 3 | 2 | 1 | 9  | 6  | +3 |
| 1985-1986 | 2º nel girone D                   | 7                | 6 | 1 | 5 | 0 | 2  | 1  | +1 |
| 1986-1987 | 3º nel girone B                   | 2                | 6 | 1 | 0 | 5 | 2  | 11 | -9 |
| 1987-1988 | Ottavi di finale                  | 14               | 6 | 4 | 1 | 1 | 7  | 4  | +3 |
| 1988-1989 | Ottavi di finale                  | 8                | 6 | 3 | 2 | 1 | 9  | 4  | +5 |
| 1989-1990 | 3º nel girone B                   | 7                | 6 | 2 | 3 | 1 | 5  | 2  | +3 |
| 1990-1991 | 7º nel girone B                   | 4                | 6 | 1 | 2 | 3 | 4  | 10 | -6 |
| 1991-1992 | 5º nel girone B                   | 2                | 4 | 0 | 2 | 2 | 2  | 4  | -2 |
| 1993-1994 | 4º nel girone A                   | 3                | 4 | 0 | 3 | 2 | 0  | 2  | -2 |
| 1994-1995 | Secondo turno eliminatorio        | -                | - | - | - | - | -  | -  | -  |
| 1995-1996 | Primo turno eliminatorio          | -                | - | - | - | - | -  | -  | -  |
| 2000-2001 | Sedicesimi di finale              | 10               | 4 | 3 | 1 | 0 | 5  | 1  | +4 |
| 2001-2002 | 4º nel girone A                   | 3                | 4 | 1 | 0 | 3 | 3  | 5  | -2 |
| 2002-2003 | 2º nel girone A                   | 7                | 4 | 2 | 1 | 1 | 4  | 2  | +2 |
| 2003-2004 | Sedicesimi di finale              | 8                | 4 | 2 | 2 | 0 | 6  | 4  | +2 |
| 2004-2005 | 3º nel girone B                   | 5                | 4 | 1 | 2 | 1 | 4  | 4  | 0  |
| 2005-2006 | Sedicesimi di finale              | 9                | 4 | 3 | 0 | 1 | 6  | 3  | +3 |
| 2006-2007 | Secondo turno eliminatorio        | 13               | 5 | 4 | 1 | 0 | 10 | 2  | +8 |
| 2007-2008 | 3º posto nel girone B             | 4                | 4 | 1 | 1 | 2 | 4  | 7  | -3 |
| 2008-2009 | Primo turno eliminatorio          | -                | - | - | - | - | -  | -  | -  |
| 2009-2010 | 4º posto nel girone B             | 4                | 4 | 1 | 1 | 2 | 5  | 8  | -3 |

### Supercoppa di Lega Serie C2
Di seguito sono riportate la cronistoria e le statistiche principali dell'unica edizione disputata dall'Associazione Calcio Legnano della Supercoppa di Lega Serie C2.
| Stagione  | Piazzamento          | Punti nel girone | G | V | N | P | Gf | Gs | Dr |
| --------- | -------------------- | ---------------- | - | - | - | - | -- | -- | -- |
| 2006-2007 | Perde il triangolare | 3                | 2 | 1 | 0 | 1 | 1  | 1  | 0  |

### Coppa Italia Serie D
Di seguito sono riportate la cronistoria e le statistiche principali delle 6 edizioni della Coppa Italia Serie D a cui ha partecipato l'Associazione Calcio Legnano dalla sua fondazione. Il miglior risultato è stato conseguito nella stagione 1999-2000, quando raggiunse il secondo turno.
| Stagione  | Piazzamento                     | Punti nel girone | G | V | N | P | Gf | Gs | Dr |
| --------- | ------------------------------- | ---------------- | - | - | - | - | -- | -- | -- |
| 1999-2000 | Secondo turno di qualificazione | 4                | 2 | 1 | 1 | 0 | 1  | 0  | +1 |
| 2016-2017 | Turno preliminare               | -                | 1 | 0 | 1 | 0 | 0  | 0  | 0  |
| 2019-2020 | Primo turno di qualificazione   | -                | 2 | 1 | 1 | 0 | 6  | 3  | +3 |
| 2021-2022 | Primo turno di qualificazione   | -                | 1 | 0 | 0 | 1 | 2  | 3  | -1 |
| 2022-2023 | Primo turno di qualificazione   | -                | 1 | 0 | 1 | 0 | 0  | 0  | 0  |
| 2023-2024 | Primo turno di qualificazione   | -                | 1 | 0 | 1 | 0 | 1  | 1  | 0  |

### Coppa Italia Dilettanti
Di seguito sono riportate la cronistoria e le statistiche principali delle 2 edizioni della Coppa Italia Dilettanti a cui ha partecipato l'Associazione Calcio Legnano dalla sua fondazione. Il miglior risultato è stato conseguito nella stagione 1998-1999, quando raggiunse i sedicesimi di finale. Nelle statistiche non sono comprese le stagioni disputate in Coppa Italia Dilettanti durante le quali il Legnano non ha superato la prima fase di qualificazione regionale.
| Stagione  | Piazzamento                    | Punti nel girone | G | V | N | P | Gf | Gs | Dr |
| --------- | ------------------------------ | ---------------- | - | - | - | - | -- | -- | -- |
| 1992-1993 | Quarto turno di qualificazione | 15               | 8 | 4 | 3 | 1 | 19 | 11 | +8 |
| 1998-1999 | Sedicesimi di finale           | 6                | 2 | 2 | 0 | 0 | 3  | 1  | +2 |

### Coppa Mauro
Di seguito sono riportate la cronistoria e le statistiche principali delle 2 edizioni della Coppa Mauro a cui ha partecipato l'Associazione Calcio Legnano dalla sua fondazione. Il miglior risultato raggiunto è stato conseguito nella stagione 1918-1919, quando vinse il trofeo venendo ammesso alla Prima Categoria 1919-1920, primo livello della piramide calcistica italiana. La Coppa Mauro, che era organizzata dal Comitato Regionale Lombardo, era infatti classificata come torneo di primo livello.
| Stagione  | Piazzamento | Punti nel girone | G  | V | N | P | Gf | Gs | Dr  |
| --------- | ----------- | ---------------- | -- | - | - | - | -- | -- | --- |
| 1917-1918 | 3º          | 14               | 12 | 7 | 0 | 5 | 30 | 16 | +14 |
| 1918-1919 | Vincitore   | 16               | 10 | 7 | 2 | 1 | 39 | 11 | +28 |